# Maltypus ovalis
Maltypus ovalis es una especie de coleóptero de la familia Cantharidae.

## Distribución geográfica
Habita en Nepal.